# 普熱梅希爾戰役 (1939年)
普熱梅希爾戰役是第二次世界大戰波蘭戰役的一場戰鬥，爆發於1939年9月11日至9月14日的普熱梅希爾市，德軍最終獲得勝利。